# Бельпеш (кантон)
Бельпе́ш (фр. Belpech) — кантон во Франции, находится в регионе Лангедок — Руссильон, департамент Од. Входит в состав округа Каркасон.
Код INSEE кантона — 1105. Всего в кантон Бельпеш входят 12 коммун, из них главной коммуной является Бельпеш.

## Коммуны кантона
| Коммуна         | Население, чел. (1999) | Почтовый индекс | Код INSEE |
| --------------- | ---------------------- | --------------- | --------- |
| Бельпеш         | 1 152                  | 11420           | 11420     |
| Виллоту         | 50                     | 11420           | 11419     |
| Каюзак          | 38                     | 11420           | 11057     |
| Лафаж           | 98                     | 11420           | 11184     |
| Мервиль         | 76                     | 11420           | 11226     |
| Моландье        | 213                    | 11420           | 11236     |
| Перфит-сюр-л’Эр | 58                     | 11410           | 11283     |
| Пешарик-э-ле-Пи | 31                     | 11420           | 11277     |
| Пеш-Люна        | 80                     | 11420           | 11278     |
| Плень           | 128                    | 11420           | 11290     |
| Сен-Сернен      | 40                     | 11420           | 11365     |
| Сент-Аман       | 74                     | 11270           | 11331     |

## Население
Население кантона на 2006 год составляло 2 116 человек.
| 1962  | 1968  | 1975  | 1982  | 1990  | 1999  | 2006  | 2007 |
| ----- | ----- | ----- | ----- | ----- | ----- | ----- | ---- |
| 2 148 | 2 358 | 2 050 | 1 987 | 2 027 | 2 038 | 2 116 | -    |